# Jüdischer Friedhof Crailsheim

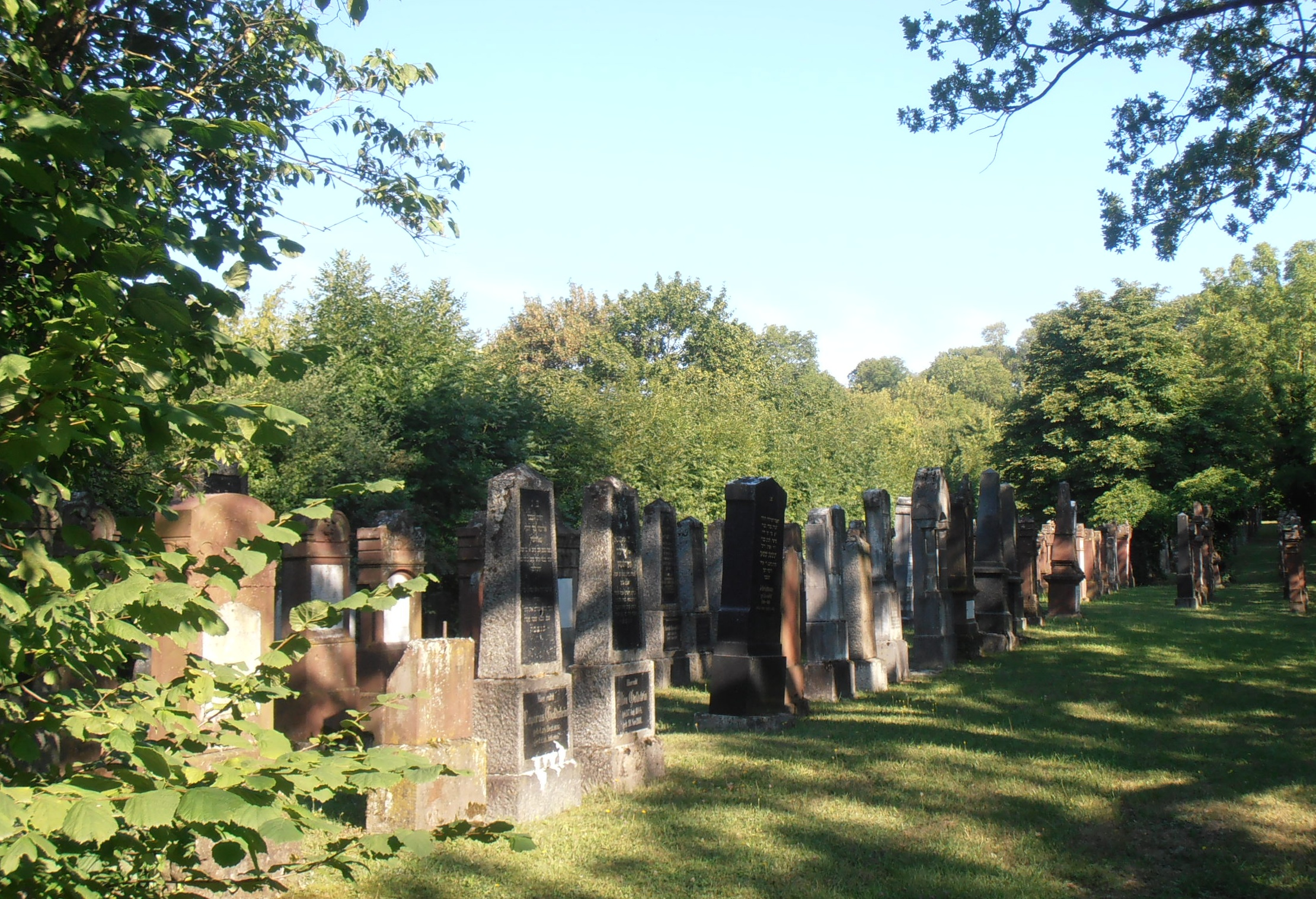
Lange Grabreihen

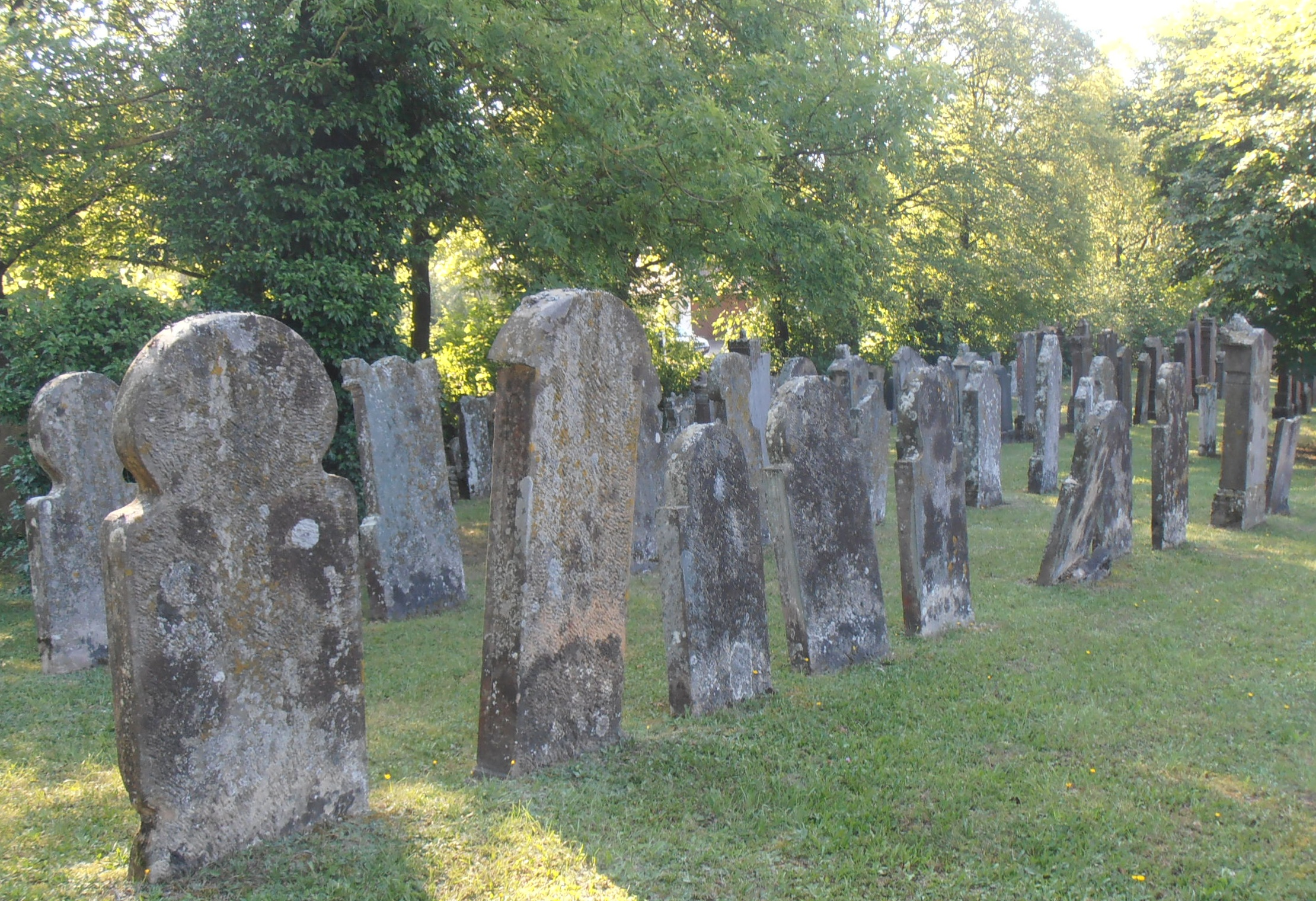
Verwitterter Sandstein

Der Jüdische Friedhof Crailsheim liegt in Crailsheim, einer Stadt im Landkreis Schwäbisch Hall im nördlichen Baden-Württemberg. Der jüdische Friedhof befindet sich am heutigen nordöstlichen Siedlungsrand der Stadt vor dem Karlsberg an der Beuerlbacher Straße.
Die Toten der jüdischen Gemeinde Crailsheim wurden zuvor auf dem jüdischen Friedhof Schopfloch (Landkreis Ansbach) beigesetzt. 1841 wurde der eigene Friedhof an der Beuerlbacher Straße errichtet, der eine gestreckte Fläche von 24,93 Ar umfasst, die mit sechs bis neun langen parallelen Reihen belegt wurde. Heute sind noch 415 Grabsteine vorhanden; der älteste stammt aus dem Jahr 1841. Der Sandstein der alten Grabmale im nordöstlichen Bereich des Friedhofs ist durchgehend bis zur Unleserlichkeit verwittert.
Die letzte Bestattung fand 1968 statt.
Auffällig ist auf diesem Friedhof die große Anzahl von Paargräbern: Da  ein Grab nicht angetastet werden darf und offensichtlich kein Platzmangel bestand, sind Familienpartner in nebeneinanderliegenden Gräbern bestattet, mit weitgehend gleich gestalteten Mazevot.

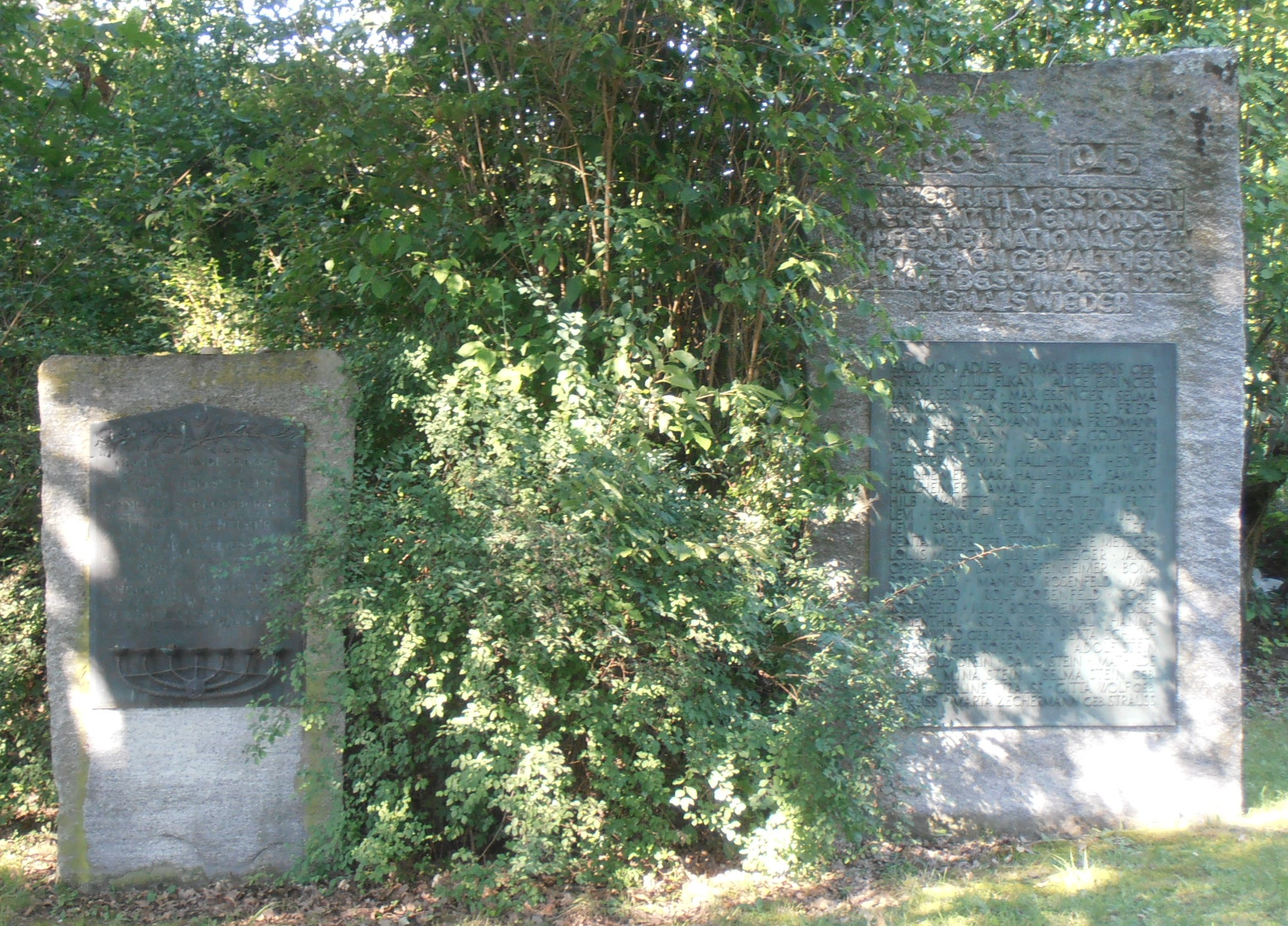
Gedenktafel und Mahnmal

Auf dem Friedhof befindet sich eine Gedenktafel für die sieben jüdischen Gefallenen des Ersten Weltkriegs aus Crailsheim, die ursprünglich an der Synagoge angebracht war.
Ebenso wurde ein Mahnmal mit den Namen der in der Zeit des Nationalsozialismus ermordeten Crailsheimer Juden angebracht.